# Io Peak
Der Io Peak ist ein rund 1000 m hoher Berg auf der Alexander-I.-Insel westlich der Antarktischen Halbinsel. Er ragt westlich des Erratic Valley am Ablation Valley auf.
Das UK Antarctic Place-Names Committee benannte ihn 2002 in Verbindung mit dem benachbarten Jupiter-Gletscher nach dem Jupitermond Io.